# 倉吉線鉄道記念館

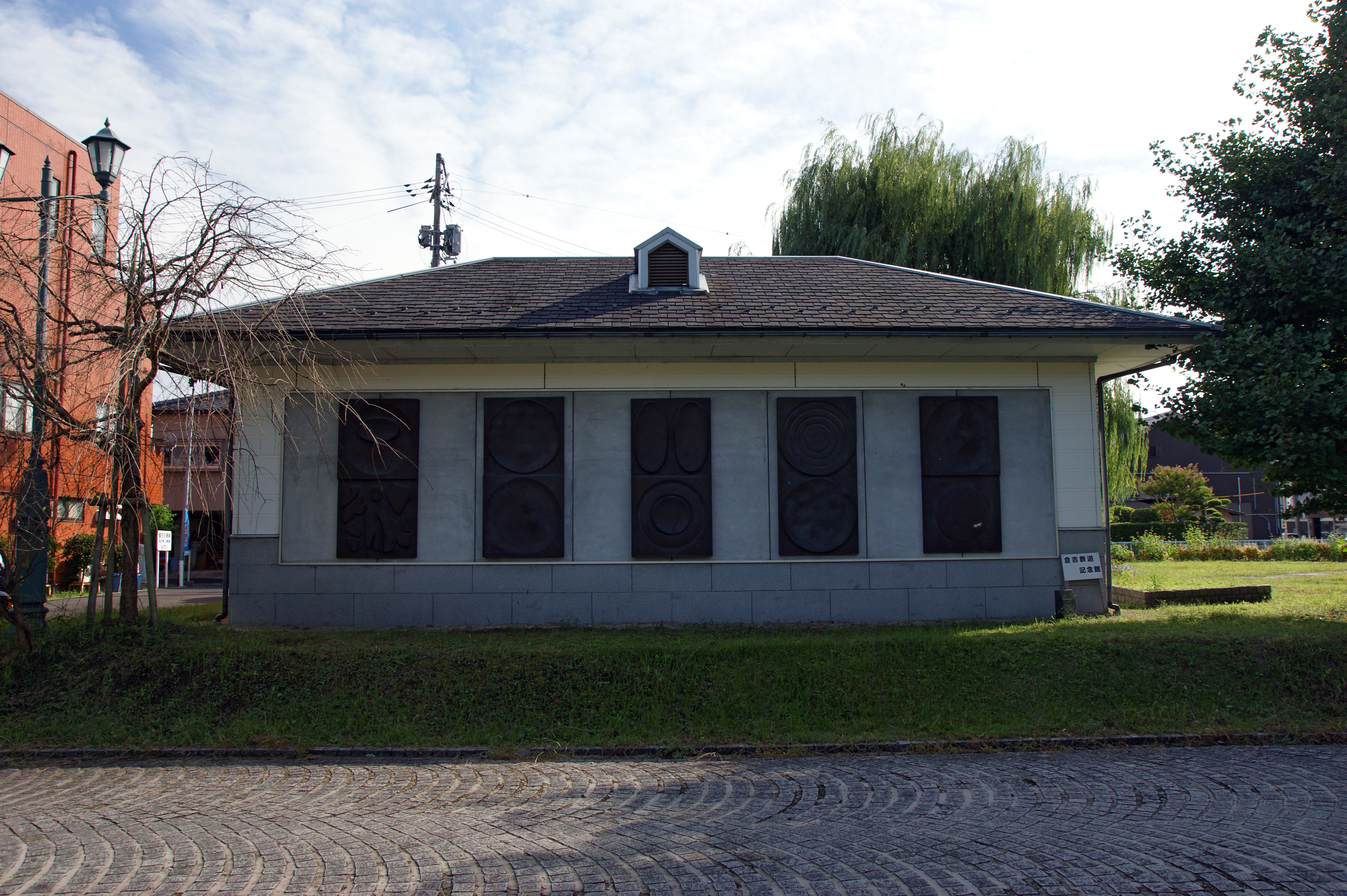
左側面外観。壁面のレリーフは田中栄作「万象万物の記憶」

倉吉線鉄道記念館 （くらよしせんてつどうきねんかん）は、鳥取県倉吉市にある鉄道保存展示施設。倉吉市が運営管理する。 

## 概要
倉吉軽便鉄道として1912年（明治45年）に開通し1985年（昭和60年）に廃線となった日本国有鉄道（国鉄）倉吉線の記念館である。廃線跡を整備した「緑の彫刻プロムナード」の一角、途中駅の打吹駅跡地に館施設が立地している。
館内は当時の写真パネル、信号機、資料等とともに貨車移動用ディーゼル機関車等を展示、および館の横に当時の蒸気機関車C11 75を静態展示保存する。なお、このC11 75は主に福知山線を走っていた車両である。また、このような記念館では珍しく、電気を利用者が点けるようになっている。

## 主な展示
- 記念ヘッドマーク - 倉吉高校甲子園出場記念、さよなら等

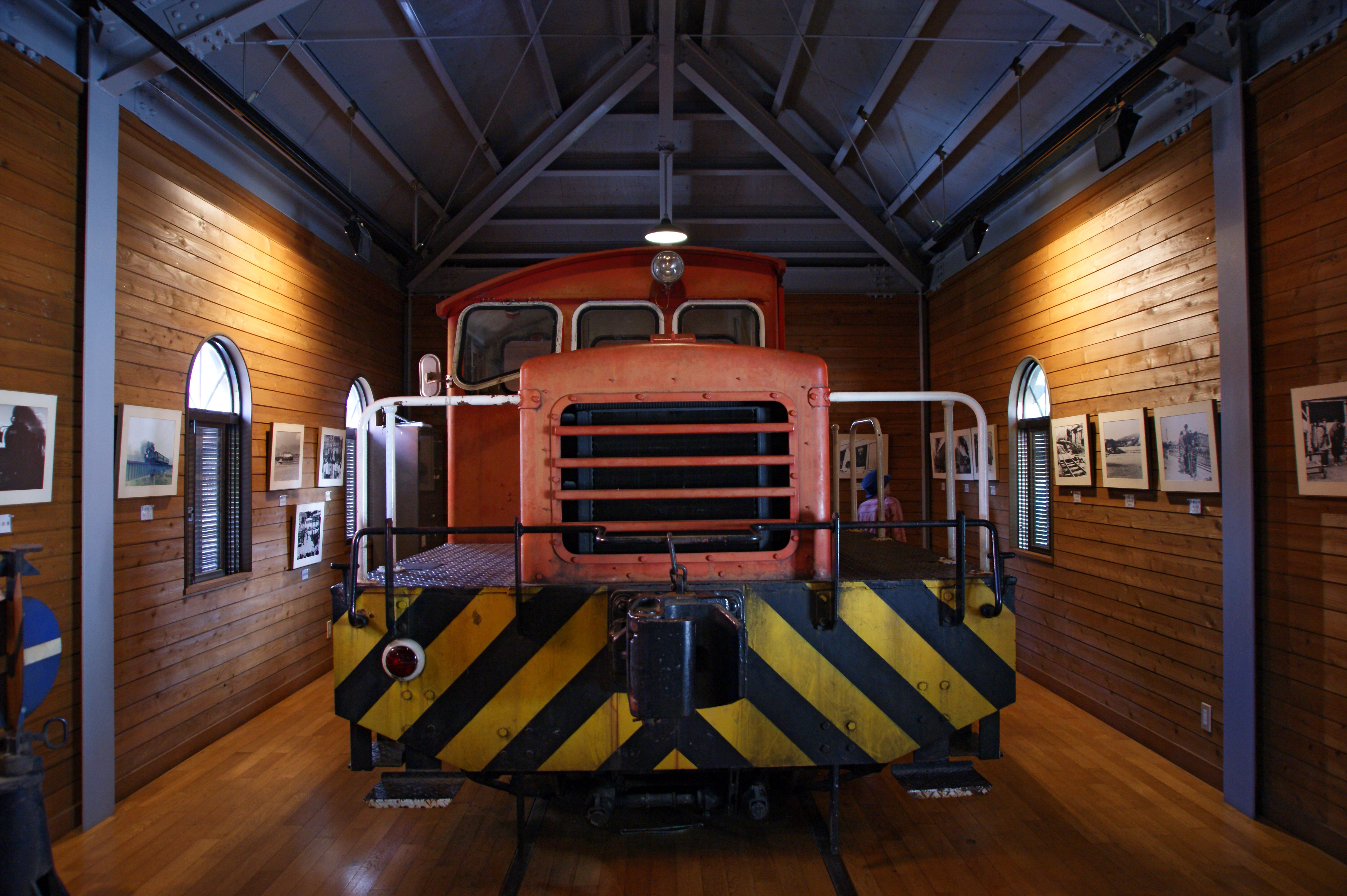
貨車移動用ディーゼル機関車
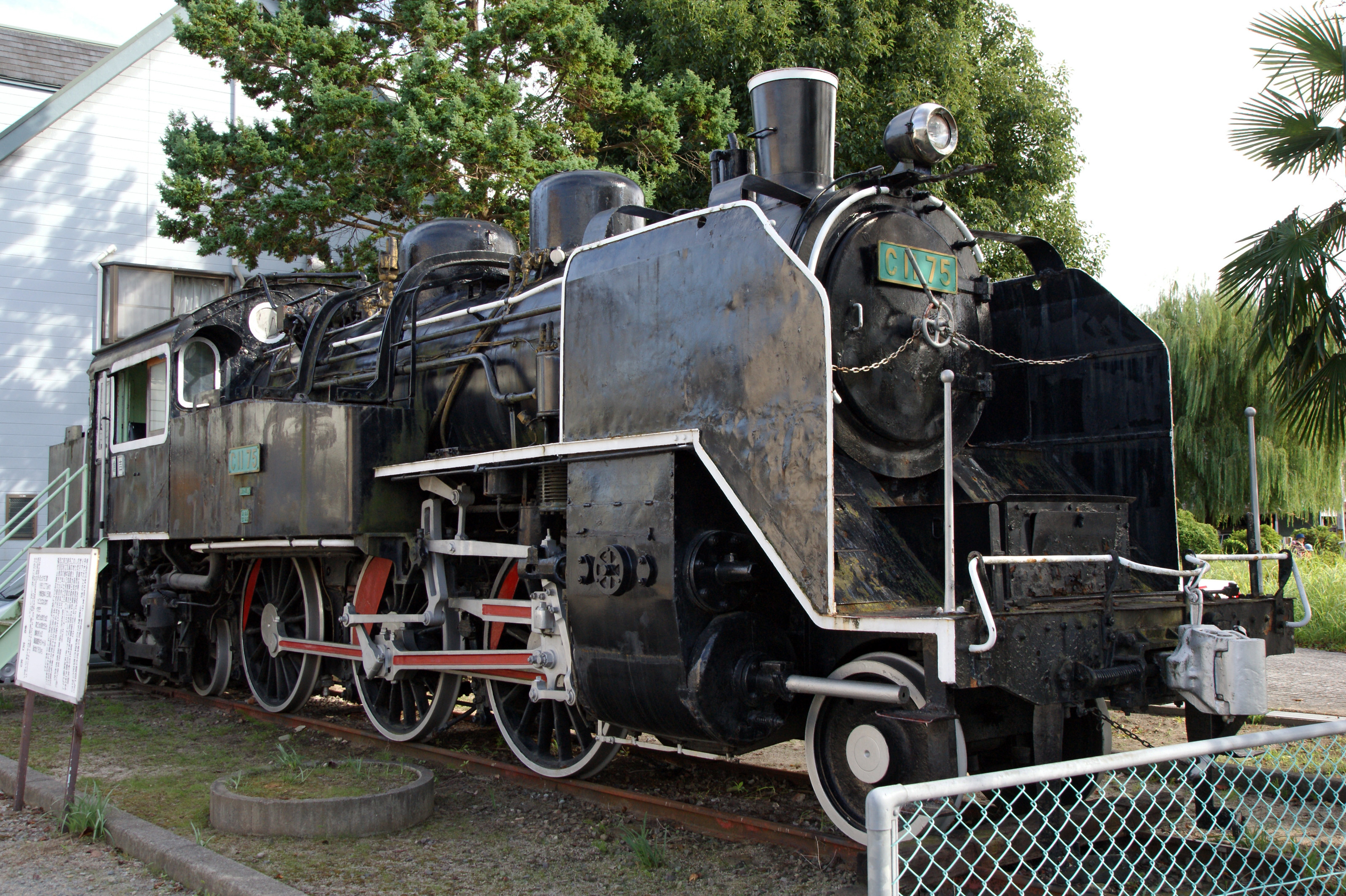
C11 75（屋外）

- 貨車移動用ディーゼル機関車
- C11 75

## 施設データ
- 建築構造 - 木造平屋建
- 建築面積 - 99.8平方メートル
- 敷地面積 - 722平方メートル
- 開館日 - 1991年（平成3年）4月1日

## 利用情報
- 開館時間 - 9:00 - 17:00
- 年中無休
- 入館無料
- 所在地 - 〒682-0887 鳥取県倉吉市明治町1012-7

## 交通アクセス
- 山陰本線（JR西日本）倉吉駅から日本交通・日ノ丸バス市内線西倉吉方面行きで12分、「赤瓦・白壁土蔵」下車、徒歩3分

## 周辺
- 打吹玉川（重要伝統的建造物群保存地区）
- 打吹公園